# Мамараган
Мамараган или Намарргон (австрал. narm-arr-gon) — дух молний в мифологии австралийских аборигенов. Он ездит на туче и бросает молнии на людей и деревья, этот дух несёт ответственность за бури в области Арнем-Ленд, в период с октября по ноябрь в начале сезона дождей. Обитает в лужах.

## Описание
Древние изображения Мамарагана можно найти на многих уступах скал в Арнем-Ленде, в том числе в национальном парке Какаду в галерее вблизи озера Анбангбанг-Биллабонг.
Голова и гениталии духа соединяются вместе усами. На его голове и локтях подвешены по два каменных молота, ещё два других — крепятся на коленях, и, благодаря ударам их друг о друга, создаётся гром. Форма тела Мамарагана представляет подобие кузнечика Лейхгардта (Petasida ephippigera), сами эти кузнечики считаются его детьми от жены Барриндж (Barrinj). Сезонное появление кузнечиков Лейхгардта, которые будто бы «выходят встречать своего отца», подавало аборигенам, не имеющим иного календаря, сигнал о том, что близится время сильных северо-австралийских гроз, и они должны своевременно подыскать себе надёжное убежище от разрушительных ударов молнии.